# Cloudina
Cloudina, de finales del Ediacárico, es probablemente el primer metazoo conocido con un esqueleto externo. Su filogenia no está clara; algunos consideran que estos animales podrían ser cnidarios; otros creen que son anélidos. Lo que sí parece claro es que se dividían asexualmente. 

## Morfología
Cloudina, al igual que Sabellitides, posee una morfología similar a los pogonóforos. Era un organismo probablemente sésil, originalmente formado por aragonito o calcita magnesiana (lo que, en paleobioquímica, suele ser indicador de organismos con caparazones carbonatados). Aunque no está claro de si es el primer metazoo, es el primero conocido que adquirió un esqueleto mineral. 

## Ecología
Se asocian a zonas de fuentes hidrotermales, en las que las cadenas tróficas son mantenidas por quimioautotrofos. Los metazoos viven en muy bajas concentraciones de oxígeno realizando un metabolismo basado en sus relaciones simbióticas con bacterias quimioautótrofas.

## Restos fósiles
Este género tiene fósiles orgánicos y mineralizados en forma de envolturas orgánicas y esqueletos mineralizados. Los restos de Cloudina tan sólo se ha encontrado en unos pocos de lugares (California, Extremadura, Namibia, Omán, Uruguay etc.)